# Médougou
Médougou est une commune rurale située dans le département de Barani de la province de la Kossi dans la région de la Boucle du Mouhoun au Burkina Faso.